# Unkel
Unkel est une ville allemande située près de Bonn, en Rhénanie-Palatinat, dans l'arrondissement de Neuwied. Située le long du Rhin, Unkel est une ville touristique importante.

## Histoire
Le nom de Unkel est probablement dérivé du mot latin « uncus » qui veut dire courbe ou crochet, et du mot francique « angel » qui veut dire arceau ou courbure. Le Rhin fait en effet un coude près de Unkel et l’ensemble de cette zone fluviale fut jadis appelé « uncus », avant que les localités de part et d’autre de la rive du Rhin fussent nommées Unkel (rive droite) et Unkelbach (rive gauche).
Des objets funéraires francs du VIIe siècle, découverts à Unkel entre 1900 et 1923 attestent que l’endroit a déjà été habité vers l’an 600 de notre ère. La première mention écrite du lieu date du 26 février 886 par une inscription en tant que « Oncale » dans le livre d’or de l’abbaye de Prüm.
Au milieu du XIe siècle, le lieu de Unkel devint la propriété de la principauté archiépiscopale de Cologne, et le resta jusqu’en 1803.
À la suite du conflit ecclésiastique de Cologne, différentes villes du bord du Rhin se sont associées en 1475 sous l’égide de la ville de Linz pour former la « Linzer Eintracht » afin de s’assister mutuellement en cas d’agression d’une de ces villes. Le but de cette alliance fut également le partage des frais occasionnés par toute attaque ainsi que la reconnaissance réciproque des décisions juridiques. Certaines de ces villes furent déjà associées dès 1535, dont Linz am Rhein, Remagen, Unkel, Erpel, Honnef et Königswinter. En 1597 s'y joignirent également Leutesdorf, Oberhammerstein, Niederhammerstein, Rheinbrohl et Hönningen. Cette association de villes perdura jusqu’en 1640. 
La ville d’Unkel fut fortifiée en 1553, avec, côté Rhin, le mur le plus épais, sécurisé par la « Gefängnisturm » (la tour de prison) et la tour du domaine seigneurial, le « Fronhof ». Encore visibles aujourd’hui, ces deux tours furent modifiées au fil du temps ; la tour du Gefängnisturm reçut un toit baroque en 1700 ; et la tour du Fronhof fut transformée dans un style néo-gothique en 1803.
La fortification traversait l’actuel centre-ville et se composait de murs d’enceintes et de douves, alimentées par le ruisseau « Hähnerbach » (jadis Ursbach). L’accès à la ville fut protégé par deux portes nord-sud et plusieurs portes côté Rhin. Ces portes furent démolies en 1823, car elles gênaient la circulation. De grandes sections du mur d’enceinte existent encore au bord du Rhin et à proximité de l’église, ainsi que dans la rue « Am Graben ». Ces vestiges furent rénovés en 1802 ; les douves rebouchées pour former des rues.
En 1578, Unkel fut mentionnée pour la première fois en tant que ville dans le registre de l’électorat de Cologne, bien qu’alors, le privilège urbain ne fut pas attribué de façon formelle, mais exista dans les faits. En outre, Unkel fut membre du parlement de Cologne et délégua un représentant dans cette assemblée.

## Jumelage
- Kamen (Allemagne)

## Personnalités liées à la commune
- Willy Brandt (1913–1992), chancelier de la République Fédérale d’Allemagne vécut à Unkel de 1979 à 1992. Il y fit venir d’autres personnalités de renommée comme Helmut Kohl et Mikhaïl Gorbatchev. La place du marché (Marktplatz) est aujourd’hui dédiée à Willy Brandt, où le forum « Willy-Brandt-Forum » peut être visité depuis 2011.
- Konrad Adenauer (1876–1967) se réfugia à Unkel durant la dictature nazie, après qu’il dut quitter l’administration régionale de Cologne. Il trouva hospitalité au foyer du « Pax-Heim », à côté de la maison « Freiligrathhaus », de septembre 1935 jusqu’à l‘été 1936. Aujourd’hui la « Konrad Adenauer-Promenade » pour flâner au bord du Rhin, est nommée en hommage à cet habitant illustre.
- Ferdinand Freiligrath (1810–1876), écrivain de la révolution allemande de 1848, vécut de 1839 à 1841 à Unkel, où il débuta son œuvre littéraire. Sa villa « Freiligrathhaus » se trouve encore aujourd’hui sur la rive du Rhin à Unkel.
- Fritz Henkel (1875–1930), fils de Karl Henkel (1848–1930), fondateur du groupe industriel Henkel, eut sa résidence d’été à Unkel. Fritz Henkel fut bienfaiteur de la commune. Il offrit un terrain de sport (qui existe encore aujourd’hui) ainsi qu’une pompe motorisée et un véhicule pour les pompiers. En 1905 il finança la création du parc Fritz-Henkel avec ses arbres historiques et son orangerie, qui accueille aujourd’hui des manifestations culturelles et fêtes populaires. Fritz Henkel mourut le 4 janvier 1930 à Unkel. Sa villa de la belle époque fut démolie pendant les années 1960.

- Jeanne Trimborn (1862-1919) militante allemande du mouvement féminin catholique est décédée dans la commune.